# Colibri à oreilles blanches
Basilinna leucotis
Espèce
Synonymes
- Hylocharis leucotis

Statut de conservation UICN

 LC  : Préoccupation mineure
Statut CITES
Le Saphir à oreilles blanches ou Colibri à oreilles blanches  (Basilinna leucotis) est une espèce d'oiseaux de la famille des Trochilidae.

## Habitats
Cet oiseau habite les forêts tropicales et subtropicales humides de basses et hautes altitudes.

Carte de répartition de l'espèce

## Sous-espèces
D'après Alan P. Peterson, 3 sous-espèces ont été décrites :
- Basilinna leucotis borealis (Griscom, 1929)
- Basilinna leucotis leucotis (Vieillot, 1818)
- Basilinna leucotis pygmaea Simon & Hellmayr, 1908